# Groși (okręg Neamț)
Groși – wieś w Rumunii, w okręgu Neamț, w gminie Brusturi. W 2011 roku liczyła 534 mieszkańców.